# The Best of Sugar Ray
The Best of Sugar Ray è un album discografico del gruppo musicale alternative rock statunitense Sugar Ray, pubblicato nel 2005.

## Tracce
1. Shot of Laughter – 3:42
2. Answer the Phone – 3:58
3. Fly (featuring Super Cat) – 4:53
4. Someday – 4:04
5. Under the Sun – 3:22
6. Every Morning – 3:41
7. Mean Machine – 2:42
8. Falls Apart – 4:16
9. Time After Time – 3:56 (Cyndi Lauper cover)
10. Rhyme Stealer – 2:53
11. When It's Over – 3:39
12. RPM – 3:22
13. Is She Really Going out with Him? – 3:50
14. Psychedelic Bee – 1:54 (scritta da Howard Stern)
15. Chasin' You Around – 3:38